# 遠東集團 (臺灣)
遠東集團（英語：Far Eastern Group）是台灣一個橫跨石化能源、聚酯化纖、水泥建材、百貨零售、金融服務、海陸運輸、通訊網路、營造建築、觀光旅館、社會公益、醫療服務等十餘項產業的企業集團，由徐有庠創立。旗下企業有200多家，包括遠東紡織、亞洲水泥、遠東百貨、裕民航運、東聯化學、宏遠興業、遠東國際商業銀行、遠傳電信等上市公司以及亞東醫院。過去曾擁有一個歷史悠久的亞東女子籃球隊。曾為臺灣第三大企業集團，到2015年止資產總額超過新臺幣2兆5千億元（758億美元），營業金額超過新臺幣6千1百億元（187億美元），股東人數超過60萬人。

## 發展歷史
1937年，徐有庠在上海市創業成立「同茂花糧行」，經營棉花、黃豆、雜糧、玉米的批發銷售。
1945年，徐有庠在上海創辦「遠東織造廠股份有限公司」。
1949年，將原位於上海市的工廠設備遷來臺灣設立「遠東針織廠股份有限公司」，並另成立「臺灣遠東紡織股份有限公司」。
1953年，遠東針織與臺灣遠東紡織合併為遠東紡織。
1957年，成立亞洲水泥。
1967年，成立遠東百貨。
1969年，遠東紡織與亞洲水泥投資成立「亞東化學纖維股份有限公司」，其各取一字「亞東」，為集團用來命名旗下機構濫觴。成立亞東技術學院（今亞東科技大學）。
1979年，接辦豫章工商。
1989年，成立元智工學院（今元智大學），逐漸發展為至今的規模。
2019年，遠東集團成立70周年。

## 爭議事件
2021年11月，上海、江蘇、江西、湖北、四川等5省市有關執法部門指控遠東集團在當地投資的化纖紡織、水泥企業，在環保、土地利用、員工職業健康、安全生產及消防、稅務、產品質量等方面存在一系列違法違規行為，並要求遠東集團旗下企業繳納罰款、補繳稅款（罰款和追繳合計4.74亿人民币）以及上交閒置建設用地。国务院台湾事务办公室發言人朱凤莲表示，「台獨頑固分子謀獨言行惡劣，破壞兩岸關係，危害台海和平穩定，損害兩岸共同利益，一定要對他們及其關聯企業和金主依法懲戒。」遠東集團也成为“台独”顽固分子清单出台后首个受罚的企业。11月30日，徐旭東表態自己反對台獨，支持九二共識、一中原則，希望維持現狀。

## 外部連結
- （繁體中文）（简体中文）（英文）遠東集團 （页面存档备份，存于）